# Конновка (Ульяновська область)
Конновка (рос. Конновка) — село в Бариському районі Ульяновської області Російської Федерації.
Населення становить 84 особи. Входить до складу муніципального утворення Земляничненське сільське поселення.

## Історія
Від 2004 року входить до складу муніципального утворення Земляничненське сільське поселення.

## Населення
| 2010 |
| ---- |
| 84   |